# Herausgeber
Ein Herausgeber (abgekürzt Hrsg. oder Hg.) ist eine natürliche oder juristische Person, die schriftstellerische, publizistische oder wissenschaftliche Texte oder Werke von Autoren und Künstlern zur Publikation vorbereitet (Edition). Es wird zwischen einem Herausgeber eines Buchs und dem einer Zeitung oder Zeitschrift unterschieden. Der Herausgeber nimmt eine besondere Stellung ein, da er auch das Erscheinungsbild des jeweiligen Verlagsproduktes prägen und repräsentieren sowie für Qualität sorgen soll. Er wählt die Beiträge aus, die ediert werden. Oftmals trägt er auch selbst Artikel beziehungsweise Beiträge zu den jeweiligen Werken bei.

## Zeitungs- oder Zeitschriftenverlag

### Tätigkeit
In einem Zeitungs- oder Zeitschriftenverlag bestimmt der Herausgeber zusammen mit dem Verleger die publizistische Leitlinie. Zusammen mit dem Chefredakteur überwacht er die Umsetzung dieser Leitlinie in den Verlagsprodukten. Er ist zumeist das Bindeglied oder der Vermittler zwischen Geschäftsführung und Redaktionen. Er entwickelt publizistische Konzepte und ist Berater des Verlags. Jedoch übt er auf die Arbeit der Redaktionen von Zeitschriften oder Zeitungen im Tagesgeschäft keinen Einfluss aus.
Presserechtlich ist der Herausgeber – anders als etwa der Chefredakteur oder der Verleger, die im Rahmen der Verbreiterhaftung eine Mitverantwortung für die publizierten Inhalte tragen – nicht von Bedeutung. Die Bezeichnung kann auch rein symbolisch verwendet werden.
Die Herausgeber bei der Frankfurter Allgemeinen Zeitung sind zugleich Chefredakteure des Blattes.

### Prominente Herausgeber von Zeitungen und Zeitschriften
In der deutschen und österreichischen Mediengeschichte gibt es prominente Beispiele für Herausgeber von Zeitungen und Zeitschriften:
- Herausgeber und fast alleiniger Autor der Wiener Wochenzeitschrift Die Fackel war von 1899 bis 1936 Karl Kraus.
- Herausgeber der Wochenzeitschrift Die Schaubühne bzw. Die Weltbühne waren von 1905 bis 1926 der Gründer Siegfried Jacobsohn und von 1926 bis 1933 Carl von Ossietzky.
- Bei dem weltweit beachteten politischen Magazin Der Spiegel war der Gründer Rudolf Augstein zugleich Herausgeber (1947–2002) und Chefredakteur. Nach seinem Tod wurde die Position des Herausgebers nicht neu besetzt, Augstein wird im Impressum immer noch als Herausgeber unter Zusatz seiner Lebenszeit (1923–2002) aufgeführt.[6]
- Zu den Herausgebern des Wochenblatts Die Zeit gehörte von 1973 bis 2002 Marion Gräfin Dönhoff, die auch als Buchautorin bekannt wurde. Mit dem Bundeskanzler a. D. Helmut Schmidt verfügte die Zeit von 1983 bis 2015 über einen Herausgeber mit internationalem Renommee.
- Auch Kai Diekmann, von 2004 bis 2017 Herausgeber der Tageszeitung Bild, wurde in dieser Funktion prominent.

## Buchverlag
Der Herausgeber kann eine leitende Person oder ein Spezialist des Verlages sein, er ist mit dem Unternehmen aber in der Regel nicht direkt verbunden. Oft beauftragt der Verlag externe Experten, die im Themengebiet des zu publizierenden Titels als kompetent bzw. verkaufsfördernd gelten. Auch die umgekehrte Vorgehensweise ist möglich: ein Experte in einem Fachgebiet schlägt dem Verlag eine Publikationsidee, bisweilen auch einige Autoren, vor und wählt die dazu passenden Texte aus. In diesem Sinne ist er auch verantwortlich für das zusammengestellte Werk und wird von der öffentlichen Kritik (z. B. in den Medien) auch so bewertet.
Im wissenschaftlichen Bereich werden besonders Kongressakten, Fest- und Gedächtnisschriften von einem Kreis von Herausgebern herausgegeben. Bei Kongressakten treten meist die Veranstalter der jeweiligen Tagungen und deren wissenschaftliche Mitarbeiter, bei Fest- und Gedächtnisschriften oft persönlich mit dem Geehrten verbundene Personen, wie dessen akademische Schüler, als Herausgeber auf.